# 3902 Йорітомо
3902 Йорітомо (3902 Yoritomo) — астероїд головного поясу, відкритий 14 січня 1986 року.
Тіссеранів параметр щодо Юпітера — 3,128.
Названо на честь Йорітомо (яп. よりとも(頼朝)).